# Bresnica
 Ovo je glavno značenje pojma Bresnica. Za druga značenja pogledajte Bresnica (razdvojba).
Bresnica je naselje u Republici Hrvatskoj u Požeško-slavonskoj županiji, u sastavu grada Pleternice.

## Zemljopis
Bresnica je smještena južno od Pleternice,  susjedna naselja su Sulkovci na jugu i Frkljevci na istoku.

## Stanovništvo
Prema popisu stanovništva iz 2011. godine Bresnica je imala 218 stanovnika.
| broj stanovnika | 63    | 61    | 48    | 90    | 96    | 113   | 134   | 152   | 187   | 202   | 187   | 223   | 268   | 272   | 274   | 218   | 175   |
|                 | 1857. | 1869. | 1880. | 1890. | 1900. | 1910. | 1921. | 1931. | 1948. | 1953. | 1961. | 1971. | 1981. | 1991. | 2001. | 2011. | 2021. |